# المسابحة (البيضاء)

تعديل مصدري - تعديل

المسابحة هي إحدى قرى عزلة الشرف بمديرية البيضاء التابعة لمحافظة البيضاء، بلغ تعداد سكانها 93 نسمة حسب تعداد اليمن لعام 2004.